# Carnot (Republika Środkowoafrykańska)
Carnot – miasto w Republice Środkowoafrykańskiej (Prefektura Mambéré); nad rzeką Mambéré; ok. 80 km na północ od Berbérati; 60 tys. mieszkańców (2006); ośrodek handlowo-usługowy regionu wydobycia diamentów i uprawy kawowca.